# أبادانا

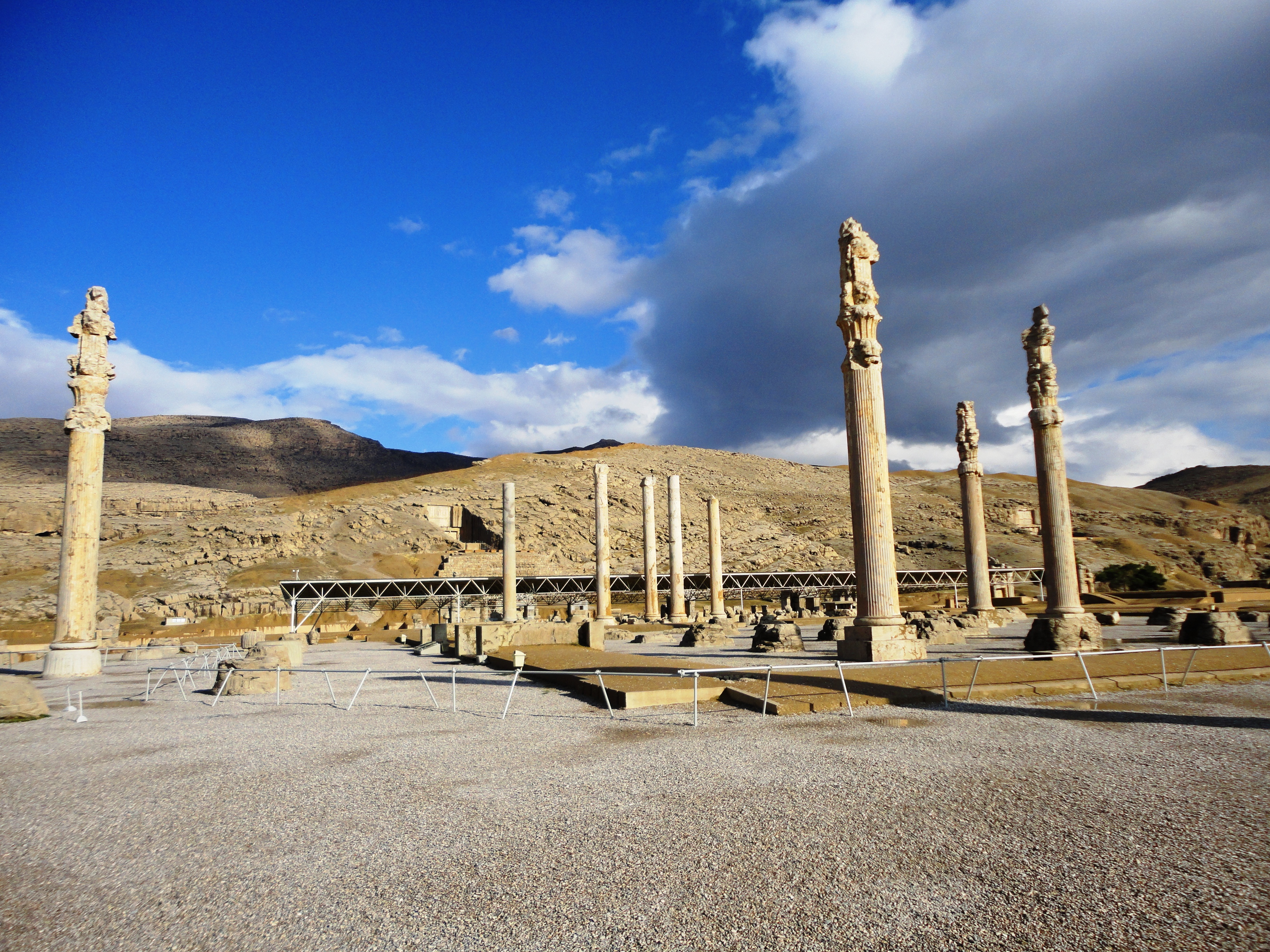

أبادانا هي قاعة هيبوستايل كبيرة، ومن الأمثلة المعروفة كونها قاعة جمهور كبيرة ورواق فيبيرسيبوليس وقصر سوزا. و بيرسيبوليس أبادانا ينتمي إلى أقدم مرحلة بناء مدينة بيرسيبوليس، في النصف الأول من القرن السادس قبل الميلاد، كجزء من التصميم الأصلي من قبل داريوس الكبير. البناء الذي أنجزته زركسيس I.